# Légation apostolique de Bologne

légation de Bologne

Carte de la légation

La légation apostolique de Bologne était une subdivision administrative des États pontificaux qui fut instituée en 1540 quand le pape Paul III décida de nommer un légat apostolique à Ravenne, détachant ainsi le territoire de la Romagne (Italie) de la province Romandiolæ, qui comprenait le territoire du fleuve Panaro au fleuve Foglia.
Le territoire de la nouvelle province comprenait la cité et l’archidiocèse de Bologne.
Dans sa configuration définitive, la légation confinait au nord avec la légation de Ferrare et le duché de Modène, à l’ouest avec le duché de Modène, à l’est avec les légations de Ferrare et de Ravenne, au sud avec le grand-duché de Toscane.
En 1816, avec la subdivision des États pontificaux ordonnée par Pie VII, devient une délégation apostolique de 1re classe dirigée par un cardinal et avait pourtant le titre de légation. À la suite de la réforme administrative de Pie IX le 22 novembre 1850, elle fut incluse dans la légation des Romagnes.

### Source de traduction
- (it) Cet article est partiellement ou en totalité issu de l’article de Wikipédia en italien intitulé « Legazione apostolica di Bologna (1816-1850) » (voir la liste des auteurs) le 11/07/2012.